# Kubok Rossii 2017-2018
La Coppa di Russia 2017-2018 (in russo Кубок России?, Kubok Rossii) è stata la 26ª edizione della coppa nazionale del calcio russo. Il torneo è iniziato il 14 luglio 2017 e si è concluso il 9 maggio del 2018. Il Tosno ha vinto la competizione per la prima volta.

## Squadre partecipanti
Al torneo partecipano 98 squadre provenienti dai primi quattro livelli del campionato russo di calcio:
- 16 squadre appartenenti alla Prem'er-Liga;
- 18 squadre appartenenti alla PFN Ligi;
- 59 squadre appartenenti alla Pervenstvo Professional'noj Futbol'noj Ligi;
- 5 squadre appartenenti alla Terza Divisione.

Non partecipano al torneo le squadre riserve.

## Primo turno

### Zona Ovest e Centro
| Squadra 1              | Risultato       | Squadra 2      |
| ---------------------- | --------------- | -------------- |
| 14 luglio 2017         |                 |                |
| Zorkij Krasnogorsk     | 3 – 0           | Yunost Moskvyi |
| 15 luglio 2017         |                 |                |
| Zvezda San Pietroburgo | 0 – 0 (4-2 dcr) | Luki-Energia   |

### Zona Urali-Volga
| Squadra 1           | Risultato   | Squadra 2               |
| ------------------- | ----------- | ----------------------- |
| 14 luglio 2017      |             |                         |
| Delin Izhevsk       | 3 – 0       | Dinamo Kirov            |
| Metallurg Asha      | 3 – 1       | Nosta Novotroick        |
| Volga Ul'janovsk    | 2 – 0       | Anzhi-Junior Zelendolsk |
| Zenit Iževsk        | 1 – 0 (dts) | Čeljabinsk              |
| 15 luglio 2017      |             |                         |
| Akademija Togliatti | 0 – 3       | Lada-Togliatti          |
| KAMAZ               | 1 – 0       | Neftechimik             |
| Mordovija           | 0 – 1       | Syzran'-2003            |
| Sokol Saratov       | 1 – 0       | Zenit Penza             |

### Zona Sud
| Squadra 1            | Risultato | Squadra 2           |
| -------------------- | --------- | ------------------- |
| 15 luglio 2017       |           |                     |
| Akademiya Futbola    | 0 – 4     | Čajka Pesčanopskoe  |
| Biolog-Novokubansk   | 1 – 5     | Družba Majkop       |
| Mašuk-KMV Pjatigorsk | 4 – 0     | Alanija Vladikavkaz |

## Secondo turno

### Zona Est
| Squadra 1      | Risultato | Squadra 2    |
| -------------- | --------- | ------------ |
| 24 luglio 2017 |           |              |
| FK Belogorsk   | 0 – 2     | Smena K.N.A. |

### Zona Ovest e Centro
| Squadra 1           | Risultato       | Squadra 2              |
| ------------------- | --------------- | ---------------------- |
| 23 luglio 2017      |                 |                        |
| Znamja Truda        | 1 – 1 (5-4 dcr) | Murom                  |
| Zorkij Krasnogorsk  | 2 – 0           | Ryazan                 |
| Dolgoprudnyj        | 1 – 3           | Ararat Mosca           |
| Spartak Kostroma    | 1 – 5           | Tekstilščik Ivanovo    |
| Dinamo Brjansk      | 2 – 1           | Dnepr Smolensk         |
| Pskov-747           | 2 – 0           | Zvezda San Pietroburgo |
| Kolomna             | 0 – 1           | Saturn                 |
| Chimik Novomoskovsk | 0 – 3           | Kaluga                 |
| Čertanovo           | 2 – 1           | Strogino Mosca         |
| Veles Mosca         | 0 – 1           | Torpedo Mosca          |
| Energomaš           | 1 – 0           | Metallurg Lipeck       |
| 24 luglio 2017      |                 |                        |
| Dinamo Kostroma     | 2 – 3           | Torpedo Vladimir       |

### Zona Urali-Volga
| Squadra 1      | Risultato   | Squadra 2        |
| -------------- | ----------- | ---------------- |
| 23 luglio 2017 |             |                  |
| Metallurg Asha | 1 – 3 (dts) | Zenit Iževsk     |
| KAMAZ          | 1 – 2 (dts) | Volga Ul'janovsk |
| Syzran'-2003   | 4 – 2       | Delin Izhevsk    |
| Lada-Togliatti | 1 – 3       | Sokol Saratov    |

### Zona Sud
| Squadra 1          | Risultato | Squadra 2               |
| ------------------ | --------- | ----------------------- |
| 24 luglio 2017     |           |                         |
| Angušt Nazran'     | 2 – 0     | Legion Dinamo           |
| SKA Rostov         | 0 – 5     | Torpedo Armavir         |
| Čajka Pesčanopskoe | 0 – 1     | Afips Afipskij          |
| Rotor-2            | 0 – 1     | Dinamo Stavropol'       |
| Družba Majkop      | 2 – 4     | Černomorec Novorossijsk |
| Spartak Nal'čik    | 1 – 0     | Mašuk-KMV Pjatigorsk    |

## Terzo turno

### Zona Est
| Squadra 1      | Risultato | Squadra 2      |
| -------------- | --------- | -------------- |
| 1º agosto 2017 |           |                |
| Smena K.N.A.   | 1 – 0     | Sachalin       |
| Zenit Irkutsk  | 1 – 5     | Čita           |
| Irtyš Omsk     | 3 – 2     | Dinamo Barnaul |

### Zona Ovest e Centro
| Squadra 1           | Risultato       | Squadra 2          |
| ------------------- | --------------- | ------------------ |
| 7 agosto 2017       |                 |                    |
| Znamja Truda        | 2 – 1           | Zorkij Krasnogorsk |
| Kaluga              | 1 – 2           | Energomaš          |
| Tekstilščik Ivanovo | 0 – 0 (3-4 dcr) | Torpedo Vladimir   |
| Torpedo Mosca       | 1 – 2           | Čertanovo          |
| Dinamo Brjansk      | 2 – 0           | Pskov-747          |
| Ararat Mosca        | 1 – 0           | Saturn             |

### Zona Urali-Volga
| Squadra 1        | Risultato       | Squadra 2    |
| ---------------- | --------------- | ------------ |
| 7 agosto 2017    |                 |              |
| Volga Ul'janovsk | 1 – 1 (2-4 dcr) | Syzran'-2003 |
| Sokol Saratov    | 2 – 2 (7-5 dcr) | Zenit Iževsk |

### Zona Sud
| Squadra 1               | Risultato   | Squadra 2         |
| ----------------------- | ----------- | ----------------- |
| 8 agosto 2017           |             |                   |
| Angušt Nazran'          | 2 – 3 (dts) | Spartak Nal'čik   |
| Torpedo Armavir         | 4 – 0       | Dinamo Stavropol' |
| Černomorec Novorossijsk | 2 – 0 (dts) | Afips Afipskij    |

## Quarto turno
| Squadra 1        | Risultato       | Squadra 2               |
| ---------------- | --------------- | ----------------------- |
| 23 agosto 2017   |                 |                         |
| Čita             | 1 – 1 (8-9 dcr) | Enisej                  |
| Irtyš Omsk       | 0 – 4           | Tom' Tomsk              |
| Znamja Truda     | 0 – 1           | Fakel Voronež           |
| Čertanovo        | 0 – 2           | Dinamo San Pietroburgo  |
| Tjumen'          | 2 – 1           | Sibir'                  |
| Rotor            | 0 – 2           | Volgar' Astrachan'      |
| Syzran'-2003     | 0 – 2           | Kryl'ja Sovetov Samara  |
| Sokol Saratov    | 1 – 3           | Orenburg                |
| Torpedo Vladimir | 0 – 1           | Olimpiec N.N.           |
| Dinamo Brjansk   | 0 – 1           | Avangard Kursk          |
| Spartak Nal'čik  | 1 – 1 (5-3 dcr) | Černomorec Novorossijsk |
| Ararat Mosca     | 2 – 1           | Baltika                 |
| Chimki           | 0 – 2           | Šinnik                  |
| Energomaš        | 0 – 1           | Tambov                  |
| Torpedo Armavir  | 0 – 0 (2-3 dcr) | Kuban'                  |
| 24 agosto 2017   |                 |                         |
| Smena K.N.A.     | 0 – 0 (2-3 dcr) | Luč-Ėnergija            |

## Sedicesimi di finale
| Squadra 1              | Risultato       | Squadra 2             |
| ---------------------- | --------------- | --------------------- |
| 20 settembre 2017      |                 |                       |
| Luč-Ėnergija           | 2 – 0           | Anži                  |
| Šinnik                 | 3 – 0           | Ural                  |
| Tambov                 | 1 – 0           | Arsenal Tula          |
| Orenburg               | 0 – 2           | Rubin                 |
| Tom' Tomsk             | 2 – 1           | Krasnodar             |
| Avangard Kursk         | 1 – 0 (dts)     | CSKA Mosca            |
| Tjumen'                | 1 – 2           | Tosno                 |
| Volgar' Astrachan'     | 0 – 2           | Rostov                |
| Spartak-Nal'čik        | 0 – 0 (4-2 dtr) | Dinamo Mosca          |
| Kuban'                 | 0 – 2           | Spartak Mosca         |
| 21 settembre 2017      |                 |                       |
| Enisej                 | 3 – 0           | Achmat Groznyj        |
| Olimpiec N.N.          | 1 – 1 (5-2 dtr) | Ufa                   |
| Kryl'ja Sovetov Samara | 3 – 2 (dts)     | Lokomotiv Mosca       |
| Ararat Mosca           | 1 – 2           | SKA-Chabarovsk        |
| Fakel Voronež          | 0 – 4           | Amkar Perm'           |
| Dinamo San Pietroburgo | 3 – 2 (dts)     | Zenit San Pietroburgo |

## Ottavi di finale
| Squadra 1       | Risultato        | Squadra 2              |
| --------------- | ---------------- | ---------------------- |
| 25 ottobre 2017 |                  |                        |
| SKA-Chabarovsk  | 2 – 0            | Dinamo San Pietroburgo |
| Luč-Ėnergija    | 2 – 1            | Enisej                 |
| Tambov          | 0 – 2            | Avangard Kursk         |
| Šinnik          | 4 – 0            | Olimpiec N.N.          |
| Rostov          | 1 – 1 (9-10 dtr) | Amkar Perm'            |
| Spartak Mosca   | 5 – 2            | Spartak Nal'čik        |
| Rubin           | 1 – 2            | Kryl'ja Sovetov Samara |
| Tosno           | 0 – 0 (6-5 dtr)  | Tom' Tomsk             |

## Quarti di finale
| Squadra 1              | Risultato       | Squadra 2      |
| ---------------------- | --------------- | -------------- |
| 27 febbraio 2018       |                 |                |
| SKA-Chabarovsk         | 0 – 0 (1-4 dtr) | Šinnik         |
| Amkar Perm'            | 0 – 0 (6-7 dtr) | Avangard Kursk |
| 28 febbraio 2018       |                 |                |
| Tosno                  | 2 – 1           | Luč-Ėnergija   |
| 4 aprile 2018          |                 |                |
| Kryl'ja Sovetov Samara | 1 – 3           | Spartak Mosca  |

## Semifinali
| Squadra 1      | Risultato       | Squadra 2 |
| -------------- | --------------- | --------- |
| 18 aprile 2018 |                 |           |
| Avangard Kursk | 1 – 0           | Šinnik    |
| Spartak Mosca  | 1 – 1 (4-5 dtr) | Tosno     |

## Finale
| Arbitro: | Karasëv |

|                          |           |            |
| Skvortsov 10’ Mirzov 80’ | Marcatori | 16’ Kireev |